# Sumpnoppa
Sumpnoppa (Gnaphalium uliginosum) är en ettårig växt inom familjen korgblommiga växter. Bladen är ovan filthåriga och den gulvita blomkorgen omgärdas av bruna holkfjäll. Den blir ungefär 10-25 cm hög. Som namnet antyder trivs den bäst i ganska fuktig jord såsom vid dammar.  